# Encryphia acornuta
Encryphia acornuta là một loài bướm đêm trong họ Geometridae.